# 出会えてよかった/お台場の女
「出会えてよかった/お台場の女」（であえてよかった/おだいばのおんな）は、フジテレビ系『クイズ!ヘキサゴンII』発のユニット2組による両A面シングル。2009年5月20日にポニーキャニオンのレーベル・フライトマスターから発売された。
収録されている2曲とも男女二人組によるデュエット作品で、品川庄司の庄司智春（しょうじ ともはる）とスザンヌによるトモとスザンヌの「出会えてよかった」、フジテレビアナウンサーの牧原俊幸と中村仁美による部長と部下の「お台場の女」の2曲を収録。

## 概要
『クイズ!ヘキサゴンII』発のものとして9枚目のシングルとなる。
庄司智春はエアバンド「青春 僕/青春 俺」に続いて2作連続での『ヘキサゴンII』発シングル参加となる。スザンヌはPaboに関連しないユニット参加は初である。
フジテレビアナウンサーの牧原俊幸（『ヘキサゴンII』出題ナレーション）、中村仁美（同・進行アシスタント）の両者とも歌い手としてのCDは初である。ユニット名は番組上で募ったものの中から選ばれた。牧原の当時の役職は「アナウンス室部長」で、中村とは実際に「部長と部下」の関係であった。
両ユニットとも発表された楽曲は今作の1曲きりで、牧原・中村はこれ以降「ヘキサゴンオールスターズ」以外のCD参加はない。
オリコンチャートでは最高8位を記録し、「お台場の女」は同年4月29日に発売されたEarly Morning「おいてけぼりのThirty」の記録した「アナウンサー歌手のシングルの最高順位」であった12位を更新した（当時）。「お台場の女」は、有線週間演歌チャートの1位を獲得している。

## 解説
「出会えてよかった」は、ウエディング・ソングになっており、男女の掛け合いによるラップが曲の大半を占める。ラップ部分は関西弁であるが、庄司、スザンヌとも関西人ではない。
衣装は庄司が全身白のタキシード、スザンヌが白のミニスカートのウェディングドレス。ミュージックビデオは同衣装で「結婚式を迎えたカップル」に扮した2人が本物の教会で結婚式を執り行うものとなっている。
庄司は2009年3月に藤本美貴との婚約を発表、同年7月に結婚式を控えていたが、「（藤本に）プロポーズしたことを誰にも告げていない時期にユニットの話をもらった」と述べている。
「お台場の女」は、別れた男と女の心境を歌った演歌（ムード歌謡）になっている。
衣装は牧原・中村ともに着物を着用している。その姿を見た藤本敏史（FUJIWARA）は2人を「おじと姪」、島田紳助は牧原を「完全に『パタリロ』の状態」と評した。『ヘキサゴンII』での楽曲披露の際には、つるの剛士や品川祐（品川庄司）が浜村淳のような口上を添える演出がなされた。
歌詞の中に「ゆりかもめ」「レインボーブリッジ」などお台場に関連した単語が入っている。ミュージックビデオではお台場周辺の映像が用いられ、カラオケビデオのような演出となっている。

## 収録曲

### CD
1. 出会えてよかった / トモとスザンヌ
  - 作詞：カシアス島田 作曲：高原兄 編曲：斎藤文護、岩室晶子
2. お台場の女 / 部長と部下
  - 作詞：カシアス島田 作曲：高原兄 編曲：斎藤文護、岩室晶子
3. 出会えてよかった （トモと歌おう）
4. 出会えてよかった （スザンヌと歌おう）
5. 出会えてよかった （カラオケ）
6. お台場の女 （部長とデュエット）
7. お台場の女 （部下とデュエット）
8. お台場の女 （カラオケ）

### DVD
1. 「出会えてよかった」ミュージックビデオ
2. 「お台場の女」ミュージックビデオ
3. 「出会えてよかった」振り付け映像（マルチアングル）

## 初回特典
- トモとスザンヌ「恋愛成就」トレーディングカード1枚（全8種類）
- 部長と部下「お台場の女」楽譜